# Premier League Malti 1951-1952
Il campionato era formato da otto squadre e il Floriana vinse il titolo.

## Classifica finale
| Pos. | Squadra              | G  | V  | N | P  | GF | GS | Punti  |
| ---- | -------------------- | -- | -- | - | -- | -- | -- | ------ |
| 1    | Floriana             | 14 | 11 | 2 | 1  | 48 | 12 | 24     |
| 2    | Ħamrun Spartans F.C. | 14 | 9  | 2 | 3  | 32 | 16 | 20     |
| 3    | Sliema Wanderers     | 14 | 7  | 5 | 2  | 27 | 15 | 19     |
| 4    | Valletta F.C.        | 14 | 7  | 2 | 5  | 34 | 19 | 16     |
| 5    | Hibernians F.C.      | 14 | 5  | 5 | 4  | 33 | 22 | 13(-2) |
| 6    | St. George's F.C.    | 14 | 5  | 1 | 8  | 18 | 28 | 11     |
| 7    | Rabat                | 14 | 1  | 3 | 10 | 10 | 37 | 5      |
| 8    | St. Patrick F.C.     | 14 | 0  | 2 | 12 | 10 | 63 | 4(+2)  |